# Siphonochelus
Siphonochelus is een geslacht van weekdieren uit de klasse van de Gastropoda (slakken).

## Soorten
- Siphonochelus aethomorpha Houart & Héros, 2015
- Siphonochelus angustus Houart, 1991
- Siphonochelus arcuatus (Hinds, 1843)
- Siphonochelus boucheti Houart, 1991
- Siphonochelus erythrostigma Keen & Campbell, 1964
- Siphonochelus generosus Iredale, 1936
- Siphonochelus japonicus (A. Adams, 1863)
- Siphonochelus longicornis (Dall, 1888)
- Siphonochelus lozoueti Houart, 1991
- Siphonochelus nipponensis Keen & Campbell, 1964
- Siphonochelus pavlova (Iredale, 1936)
- Siphonochelus pentaphasios (Barnard, 1959)
- Siphonochelus radwini Emerson & D'Attilio, 1979
- Siphonochelus riosi (Bertsch & D'Attilio, 1980)
- Siphonochelus rosadoi Houart, 1999
- Siphonochelus saltantis Houart, 1991
- Siphonochelus solus Vella, 1961
- Siphonochelus stillacandidus Houart, 1985
- Siphonochelus syringianus (Hedley, 1903)
- Siphonochelus tityrus (Bayer, 1971)
- Siphonochelus undulatus Houart, 1991
- Siphonochelus unicornis Houart, 1991
- Siphonochelus virginiae (Houart, 1986)
- Siphonochelus wolffi Houart, 2013